# Meurigite-K
La meurigite-K è un minerale conosciuto fino al 2009 come meurigite.